# Ponto Divotino

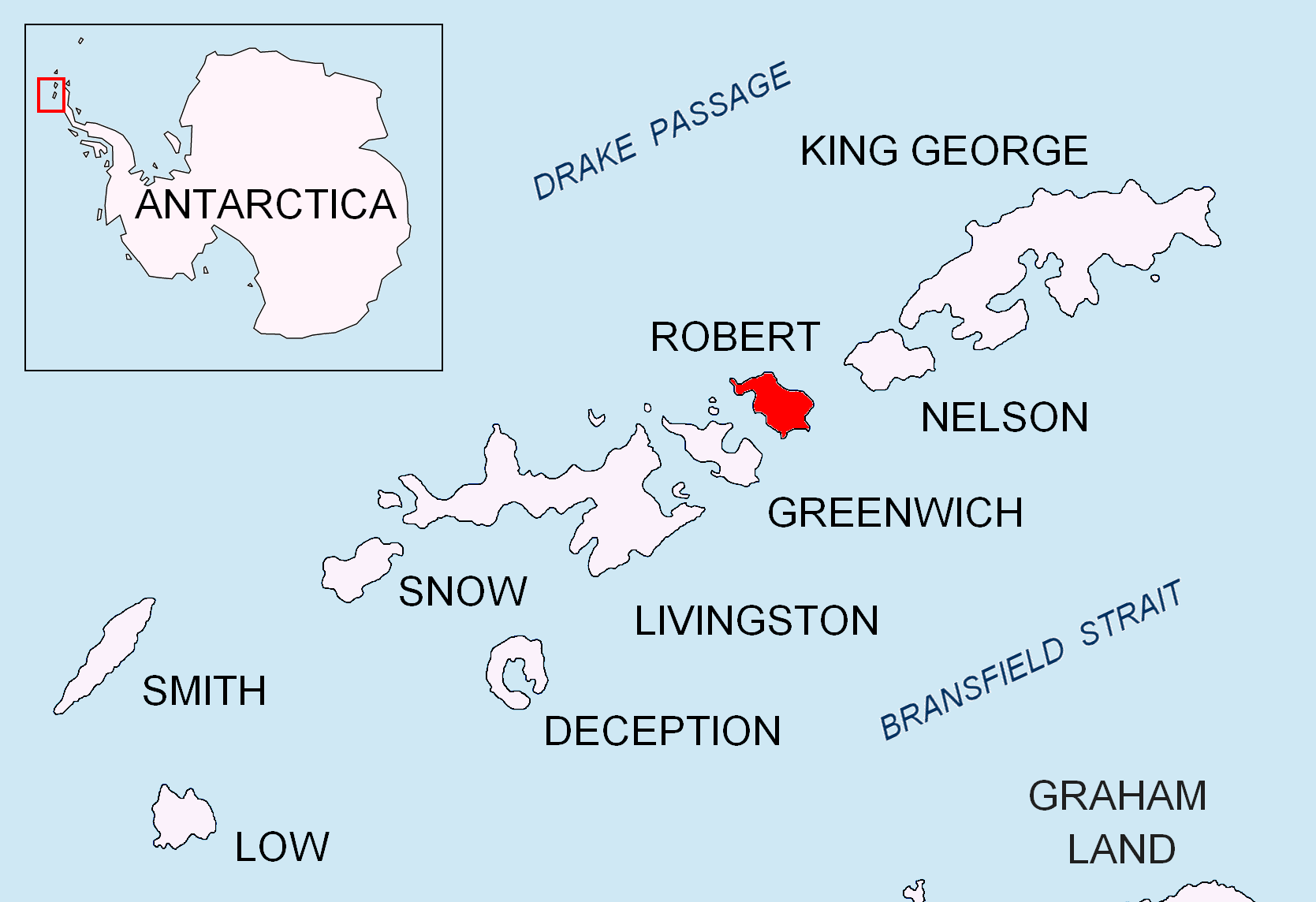
Localização da Ilha Robert nas Ilhas Shetland do Sul.

Divotino Point ( em búlgaro:  нос Дивотино    , 'Nos Divotino' \ 'nos di-'vo-ti-no \) é um ponto afiado e baixo, sem gelo, na costa sudeste da Península de Alfatar, na Ilha Robert, nas Ilhas Shetland do Sul, Antártica projetando 200 m em Cova Mitchell . Situado 2   km a nordeste de Debelyanov Point e 3,35   km ao norte a oeste de Ponto Negra  .
O ponto é nomeado após o acordo de Divotino no oeste da Bulgária .

## Localização
Divotino está localizado em 62° 22′ 47″ S, 59° 38′ 27″ O   . Mapeamento búlgaro em 2009.

## Mapas
- LL Ivanov. Antártica: Ilhas Livinston e Greenwich, Robert, Snow e Smith. Escala 1: 120000 mapa topográfico. Troyan: Fundação Manfred Wörner, 2009. ISBN 978-954-92032-6-4